# Webster (Teksas)
Webster je grad u američkoj saveznoj državi Teksas. Prema popisu stanovništva iz 2010. u njemu je živjelo 10.400 stanovnika.